# كهلان (مراغة)
كهلان هي قرية في مقاطعة مراغة، إيران. عدد سكان هذه القرية هو 423 في سنة 2006.